# Sasakwa
Sasakwa – miejscowość w Stanach Zjednoczonych, w stanie Oklahoma, w hrabstwie Seminole.